# Clothes Make the Man (film 1915)
Clothes Make the Man è un cortometraggio muto del 1915 diretto da Will Louis.

## Trama
Harold resta senza pantaloni perché li ha mandati a stirare. Così, quando in casa scoppia un incendio e il suo rivale entra dalla finestra per salvarlo, lui lo stende e gli ruba i calzoni.

## Produzione
Il film, girato all'Edison Studio di New York, fu prodotto dalla Edison Company.

## Distribuzione
Distribuito dalla General Film Company, il film - un cortometraggio in una bobina - uscì nelle sale cinematografiche USA il 25 agosto 1915.